# Championnats du monde de judo 1999
Navigation
Édition précédente Édition suivante
Les Championnats du monde de judo 1999 se sont tenus à Birmingham en Angleterre (Royaume-Uni).

## Résultats

### Hommes
| Catégories        | Or                 | Argent           | Bronze                                   |
| ----------------- | ------------------ | ---------------- | ---------------------------------------- |
| - 60 kg           | Manuelo Loupo      | Kazuhiko Tokuno  | Natsik Bahirall Nestor Khergiani         |
| - 66 kg           | Larbi Benboudaoud  | Hüseyin Özkan    | Yordanis Arencibia Patrick van Kalken    |
| - 73 kg           | James Pedro        | Vitaly Makarov   | Sebastian Pereira Georgi Revazishvili    |
| - 81 kg           | Graeme Randall     | Farkhod Turaev   | In Chul Cho Ok Chol Kwak                 |
| - 90 kg           | Hidehiko Yoshida   | Victor Florescu  | Sung Yeon Yoo Brian Olson                |
| - 100 kg          | Kosei Inoue        | Sung Ho Jang     | Nicolas Gill Alexander Mikhaylin         |
| + 100 kg          | Shinichi Shinohara | Indrek Pertelson | Song Pan Selim Tataroglu                 |
| Toutes catégories | Shinichi Shinohara | Selim Tataroglu  | Harry van Barneveld Dennis van der Geest |

### Femmes
| Catégories        | Or               | Argent              | Bronze                                  |
| ----------------- | ---------------- | ------------------- | --------------------------------------- |
| - 48 kg           | Ryoko Tamura     | Amarilis Savon      | Anna Maria Gradante Sarah Nichilo-Rosso |
| - 52 kg           | Noriko Narazaki  | Legna Verdecia      | Sun Hui Kye Marie-Claire Restoux        |
| - 57 kg           | Driulys Gonzales | Isabel Fernandez    | Jessica Gal Michaela Vernerová          |
| - 63 kg           | Keiko Maeda      | Gella van de Caveye | Sara Álvarez Karen Roberts              |
| - 70 kg           | Sibelis Veranes  | Ulla Werbrouck      | Kate Howey Ylenia Scapin                |
| - 78 kg           | Noriko Anno      | Yin Yufeng          | Céline Lebrun Diadenis Luna             |
| + 78 kg           | Beata Maksymow   | Yuan Hua            | Karina Bryant Miho Ninomiya             |
| Toutes catégories | Daima Beltrán    | Miho Ninomiya       | Tsvetana Bojilova Sook Ie Choi          |

## Tableau des médailles
| Rang | Nation             | Or | Argent | Bronze | Total |
| ---- | ------------------ | -- | ------ | ------ | ----- |
| 1    | Japon              | 8  | 2      | 1      | 11    |
| 2    | Cuba               | 4  | 2      | 2      | 8     |
| 3    | France             | 1  | 0      | 3      | 4     |
| -    | Royaume-Uni        | 1  | 0      | 3      | 4     |
| 5    | États-Unis         | 1  | 0      | 0      | 1     |
| -    | Pologne            | 1  | 0      | 0      | 1     |
| 7    | Belgique           | 0  | 2      | 1      | 3     |
| -    | Turquie            | 0  | 2      | 1      | 3     |
| -    | Chine              | 0  | 2      | 1      | 3     |
| 10   | Corée du Sud       | 0  | 1      | 3      | 4     |
| 11   | Espagne            | 0  | 1      | 1      | 2     |
| -    | Russie             | 0  | 1      | 1      | 2     |
| 13   | Estonie            | 0  | 1      | 0      | 1     |
| -    | Moldavie           | 0  | 1      | 0      | 1     |
| -    | Ouzbékistan        | 0  | 1      | 0      | 1     |
| 16   | Pays-Bas           | 0  | 0      | 3      | 3     |
| 17   | Géorgie            | 0  | 0      | 2      | 2     |
| -    | Corée du Nord      | 0  | 0      | 2      | 2     |
| 19   | Biélorussie        | 0  | 0      | 1      | 1     |
| -    | Brésil             | 0  | 0      | 1      | 1     |
| -    | Bulgarie           | 0  | 0      | 1      | 1     |
| -    | Allemagne          | 0  | 0      | 1      | 1     |
| -    | Canada             | 0  | 0      | 1      | 1     |
| -    | Italie             | 0  | 0      | 1      | 1     |
| -    | Roumanie           | 0  | 0      | 1      | 1     |
| -    | République tchèque | 0  | 0      | 1      | 1     |